# Proteuxoa melanographa
Proteuxoa melanographa là một loài bướm đêm thuộc họ Noctuidae. Nó được tìm thấy ở Tasmania và Victoria.